# United Parks and Resorts
 (novembre 2023).
United Parks and Resorts, anciennement SeaWorld Parks & Entertainment, est une société américaine de gestion de parcs de loisirs basée à Orlando, en Floride. Elle gère notamment les quatre parcs SeaWorld et les deux parcs Busch Gardens. En 2009, elle est achetée au groupe brassicole Anheuser-Busch par la banque d'investissement Blackstone. En 2017, Blackstone annonce vendre sa participation au groupe Zhonghong. Au cours de son histoire, elle s'est appelée Busch Entertainment Corporation (BEC) et Anheuser-Busch Adventure Parks. 

## Historique

En 1989, la société achète la division parcs d'attractions de l'éditeur Harcourt Brace Jovanovich (en), qui comprenait les parcs SeaWorld et deux autres parcs en Floride.
Busch Entertainment a orienté la publicité de ses parcs sur le thème des « parcs d'aventures, mettant en exergue les expositions animalières et les attractions à sensations ». Le 9 novembre 2007, la société a indiqué qu'elle proposait des « Mondes de découvertes » ("Worlds of Discovery.").
En 2008, le siège de la société doit déménager à Orlando en Floride.
Le 7 octobre 2009, Blackstone rachète la société au groupe Anheuser-Busch pour 2,7 milliards de dollars. Le 1er décembre, Comme prévu dans l'accord de vente, Busch Entertainment devient SeaWorld Parks & Entertainment. Les parcs Busch Gardens conservent cependant leur nom. Blackstone étant déjà en partenariat avec NBCUniversal dans la gestion du complexe Universal Orlando Resort, ce rachat fait du groupe le principal concurrent de Disney en Floride et le seul dans la proche périphérie de Walt Disney World Resort.
Blackstone a vendu 37 % de celle-ci dans le cadre d'un premier appel public à l'épargne et a vendu la participation restante de 21 % à Zhonghong Zhuoye en 2017,. 
En 2018, la Securities and Exchange Commission inflige une amende de 4 millions de dollars à l'entreprise et d'un million de dollars à son ancien PDG James Atchison, pour avoir minimisé auprès des investisseurs l'impact du documentaire Blackfish, qui dénonçait la captivité des orques.
En mai 2019, le groupe Zhonghong fait défaut sur ses prêts garantis par les actions ordinaires de Seaworld. La société cède ses actions à ses prêteurs. Seaworld met fin ainsi à ses accords de développement de parc avec le groupe. Yongli Wang, l'un des représentants du groupe au conseil d'administration, démissionne tandis que l'autre président du conseil, Yoshi Maruyama, est invité à rester au conseil d'administration. Seaworld Entertainment rachète 5,6 millions d'actions à une filiale de Pacific Alliance Group (en) fin mai 2019. Tandis que Pacific Alliance Group vend 13,2 millions d'actions à Hill Path Capital. La part de Hill Path dans la société après les achats représentait une participation majoritaire de 34,5 %. Seaworld accepte que trois candidats au poste d'administrateur de Hill Path rejoignent son conseil d'administration.
Le 1er février 2022, SeaWorld Parks & Entertainment annonce avoir fait une offre d'acquisition de Cedar Fair pour 3,4 milliards de dollars,. Deux semaines plus tard, le 15 février 2022, SeaWorld Parks & Entertainment publie une déclaration indiquant que l'offre a été rejetée[réf. nécessaire].

Le 30 janvier 2024, la société annonce changer de nom pour devenir United Parks and Resorts.

## Propriétés actuelles
- Parcs SeaWorld
  - SeaWorld Orlando à Orlando (Floride) ;
  - SeaWorld San Antonio à San Antonio (Texas) ;
  - SeaWorld San Diego à San Diego (Californie) ;
  - SeaWorld Abu Dhabi sur l'île de Yas (Émirats arabes unis)[12].

- Parcs Busch Gardens
  - Busch Gardens Tampa en Floride
  - Busch Gardens Williamsburg en Virginie

- Parcs aquatiques
  - Adventure Island (en) à Tampa (Floride)
  - Aquatica (en) à Orlando (Floride)
  - Aquatica (en) à San Antonio (Texas)
  - Water Country USA (en) à Williamsburg (Virginie)

- Autres parcs
  - Sesame Place (en) à Langhorne (Pennsylvanie)
  - Discovery Cove (en) à Orlando (Floride)

## Anciennes propriétés
- Parcs Busch Gardens
  - Pasadena en Californie (1905-1937)
  - Van Nuys en Californie (1964-1979)
  - Houston au Texas (1971-1972)

- Parcs SeaWorld
  - SeaWorld Ohio à Aurora, Ohio (1989-2001)

- Autres parcs
  - Cypress Gardens Adventure Park à Winter Haven (Floride) acheté en 1989 avec les SeaWorld, puis revendu à la direction
  - Boardwalk and Baseball (en) à Haines City (Floride) acheté en 1989 avec les SeaWorld, mais fermé
  - PortAventura World à Salou (Espagne). En 1989, le projet d'un parc d'attractions en Espagne est proposé officiellement par Anheuser Entreprises Busch, Inc.[13]. Busch est responsable de la conception du parc de loisirs. En 1995 pour l'ouverture de Port Aventura, l'actionnariat se répartit entre Tussauds Group avec 40,01 %, La Caixa avec 33,19 %, Anheuser-Busch avec 19,9 % et Fecsa (es) avec 6,7 %[14],[15]. En 2005, Anheuser-Busch vend ses parts à La Caixa qui prend le contrôle à 100 % du complexe alors nommé PortAventura[16].

## Propriétés en projet
- Arabie Saoudite (construction et ouverture inconnue)[réf. souhaitée]
- Chine (construction et ouverture inconnue)[réf. souhaitée]
- Dubaï, Émirats arabes unis dans le complexe de Dubaïland, prévu pour 2012[17] et 2015. En raison de la crise économique, ce projet est en suspens[18].